# Schottische Badmintonmeisterschaft 1975
Die Schottische Badmintonmeisterschaft 1975 fand bereits vom 13. bis zum 14. Dezember 1974 in Edinburgh statt.

## Finalresultate
| Disziplin    | Sieger                           | Finalist                 | Ergebnis          |
| ------------ | -------------------------------- | ------------------------ | ----------------- |
| Herreneinzel | Nicol McCloy                     | George Forbes            | 15-8, 15-8        |
| Dameneinzel  | Anne Johnstone                   | Mary Odell               | 8-11, 11-1, 11-4  |
| Herrendoppel | John Britton Jim Ansari          | Robert McCoig Fraser Gow | 15-8, 11-15, 15-8 |
| Damendoppel  | Helen McIntosh Christine Stewart | C. Cameron Mary Odell    | 2-1               |
| Mixed        | Fraser Gow Christine Stewart     | John Marshall Mary Odell | 8-15, 18-17, 15-9 |